# Skive-Fjends Provsti
Skive-Fjends Provsti var indtil 2007 et provsti i Viborg Stift.  Provstiet lå i Fjends Kommune og Skive Kommune.
Skive-Fjends Provsti bestod af flg. sogne:
- Daugbjerg Sogn
- Dommerby Sogn
- Dølby Sogn
- Egeris Sogn
- Estvad Sogn
- Feldingbjerg Sogn
- Fly Sogn
- Gammelstrup Sogn
- Hem Sogn
- Hindborg Sogn
- Højslev Sogn
- Iglsø Kirkedistrikt
- Kobberup Sogn
- Lundø Sogn
- Mønsted Sogn
- Nørre Borris Sogn
- Resen Sogn
- Rønbjerg Sogn
- Skive Sogn
- Smollerup Sogn
- Vridsted Sogn
- Vroue Sogn
- Ørslevkloster Sogn
- Ørum Sogn